# Myrmecobiidae
Famille
La famille Myrmecobiidae comporte un seul genre :
- Myrmecobius Waterhouse, 1836

Ce genre comporte lui-même une seule espèce, Myrmecobius fasciatus, dont les noms vernaculaires sont myrmécobie, fourmilier marsupial ou numbat.